# 李玉山
李玉山（1932年9月—），男，汉族，江苏扬州人，中华人民共和国政治人物。曾任中国土壤学会理事。第七、八届全国政协委员。

## 生平
1954年畢業於山东农学院，1956年从北京调到中科院西北水土保持研究所任研究员、所长、博士研究生导师，後來擔任咸阳市政协副主席。